# SOSE
La SOSE - Soluzioni per il Sistema Economico Spa è stata una società per azioni creata dal Ministero dell'economia e delle finanze e dalla Banca d'Italia per l'elaborazione degli ISA -Indici Sintetici di Affidabilità fiscale (strumento che ha sostituito gli studi di settore) nonché per determinare i cosiddetti fabbisogni standard, anche in attuazione del federalismo fiscale oltre che per svolgere altre attività di studio e ricerca in materia tributaria.

## Attività
La Società è stata operativa dal 1999 al 2024 e svolgeva tutte le attività relative alla costruzione, realizzazione e aggiornamento degli studi di settore, nonché ogni altra attività di analisi strategica dei dati e di supporto metodologico all'Amministrazione finanziaria in materia tributaria e di economia d'impresa, al fine di creare sistemi di prevenzione dell'evasione, nonché di determinare i cosiddetti fabbisogni standard, anche in attuazione del federalismo fiscale. Dal 1º gennaio 2024, diventa operativa l'incorporazione di SOSE in Sogei, come previsto dalla legge n.112 del 2023 che ha disposto la fusione della società.